# Чуриловичи (Минский район)
Чуриловичи (бел. Чуры́лавічы) — агрогородок в Минском районе Минской области Беларуси. Входит в состав Михановичского сельсовета.

## География
Расположен в 9 км на юг от Минска, в 5 км на запад от железнодорожной станции Михановичи, на дороге Н9060.

## История
В 1567 году село в Минском уезде Минского воеводства Великого Княжества Литовского, собственность В. Плевачича.  В 1597 году село, фольварк, собственность католической церкви. В 1791 году деревня имения Плебанцы, 14 дымов, собственность Язвинской.
В результате второго раздела Речи Посполитой 1793 года территория оказалась в составе Российской империи. В 1800 году собственность князя Доминика Радзивилла, в Минском уезде Минской губернии. В 1858 году собственность Ельских, в Самохваловичской волости Минского уезда.
С конца февраля 1918 года территория оккупирована войсками Германской империи. 25 марта 1918 года согласно Третьей Уставной грамоте провозглашалась частью Белорусской Народной Республики. В декабре 1918 года занята Красной Армией, с 1 января 1919 года в соответствии с постановлением I съезда КП(б) Беларуси она вошла в состав Советской Белоруссии, с 27 февраля 1919 года — в ЛитБел ССР. Во время Польско-советской войны в августе 1919 — июле 1920 годов и в середине октября 1920 года под оккупацией Польши.
С 31 июля 1920 года в Белорусской ССР. С 20 августа 1924 года деревня в Гатовском сельсовете, с 1927 года в Дергайском сельсовете Самохваловичского района Минского округа (до 26 июля 1930). В 1926 году в деревне работала кузница, сапожная мастерская. В 1929 году создан колхоз. С 18 января 1931 года в Смиловичском районе, с 26 мая 1935 года в Минском районе. С 20 февраля 1938 года в Минской области.
Во Вторую мировую войну с конца июня 1941 года до начала июля 1944 года территория под оккупацией Германии. Сожжены 40 дворов, убиты 23 жителя и 1 житель вывезены на принудительный труд в Германию.
5 марта 1959 года Чуриловичи переданы из упразднённого Гатовского сельсовета в состав Самохваловичского сельсовета.
В 2010 году деревня Чуриловичи преобразована в агрогородок.

## Население
- 1815 год — 12 дворов, 100 жителей
- 1897 год — 27 дворов, 214 жителей
- 1917 год — 42 двора, 257 жителей
- 1941 год — 46 дворов, 195 жителей
- 1999 год — 669 жителей (перепись населения)
- 2009 год — 666 жителей (перепись населения)
- 2019 год — 870 жителей (перепись населения)

## Инфраструктура
- Детский сад
- Средняя школа
- Дом культуры
- Церковь

## Культура
- Дом культуры
- Музей

## Достопримечательность
- Стела в честь земляков, которые погибли во Второй мировой войне (1968).

## Галерея

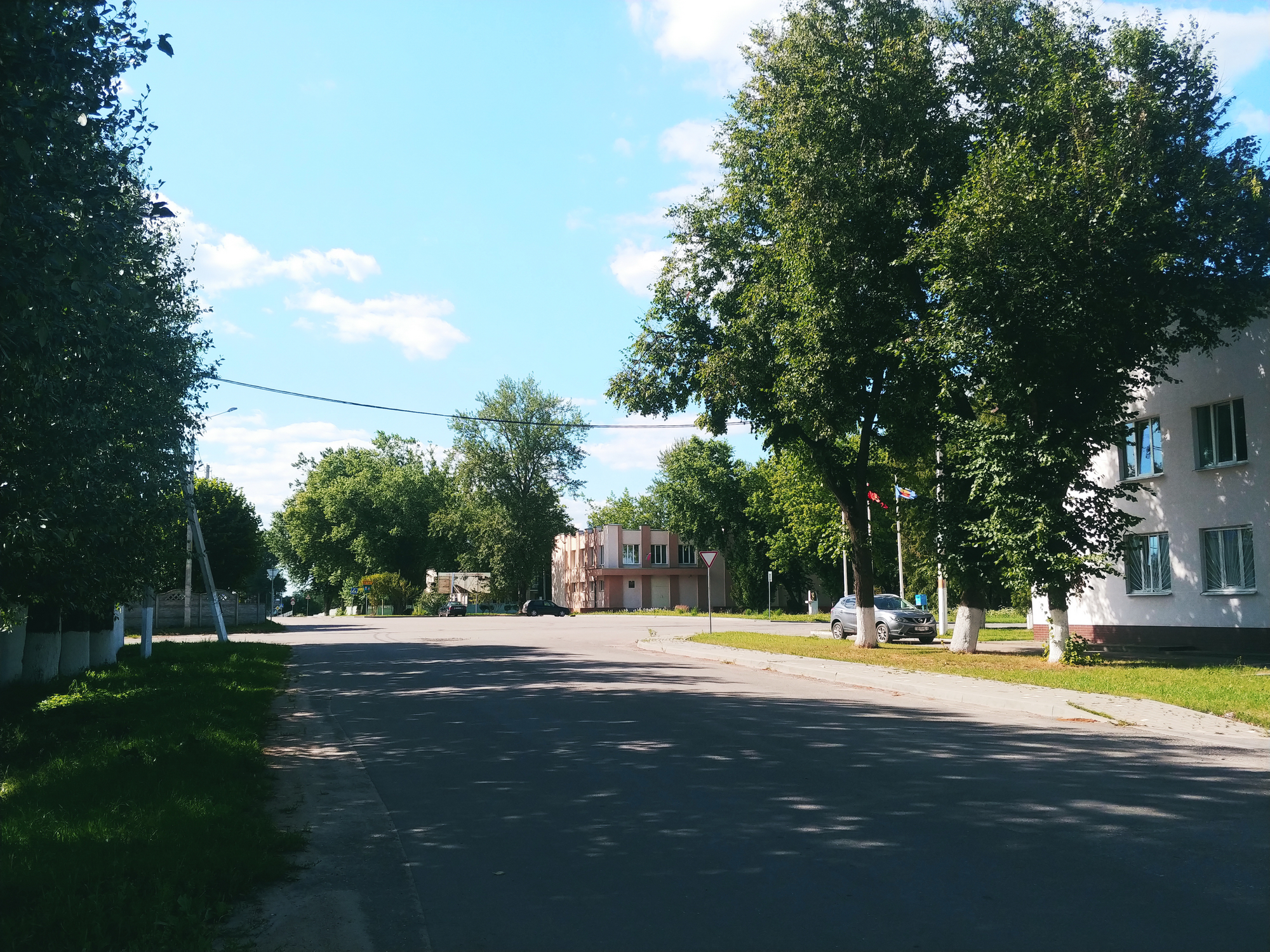
Центральная площадь
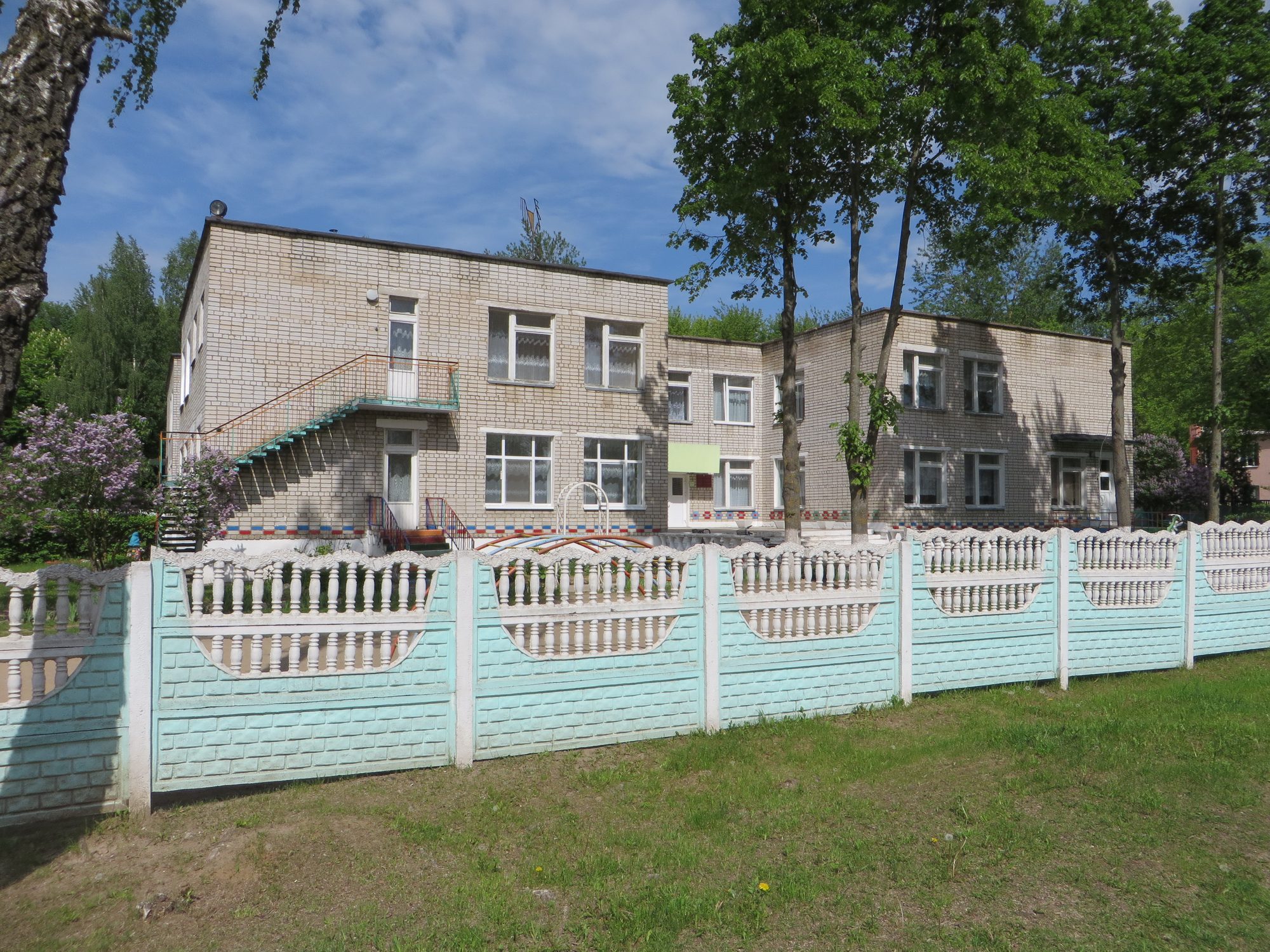
Детский сад
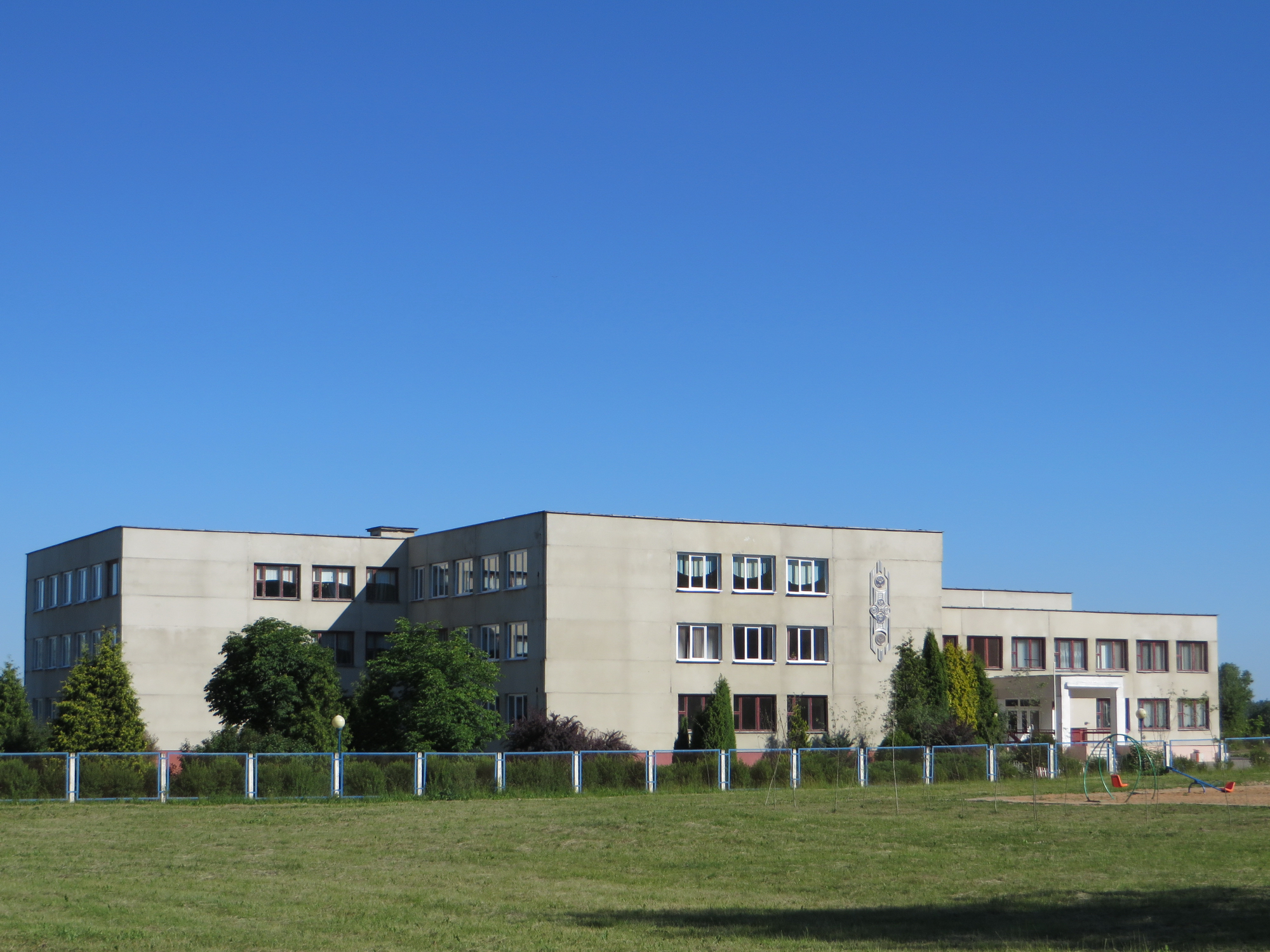
Средняя школа
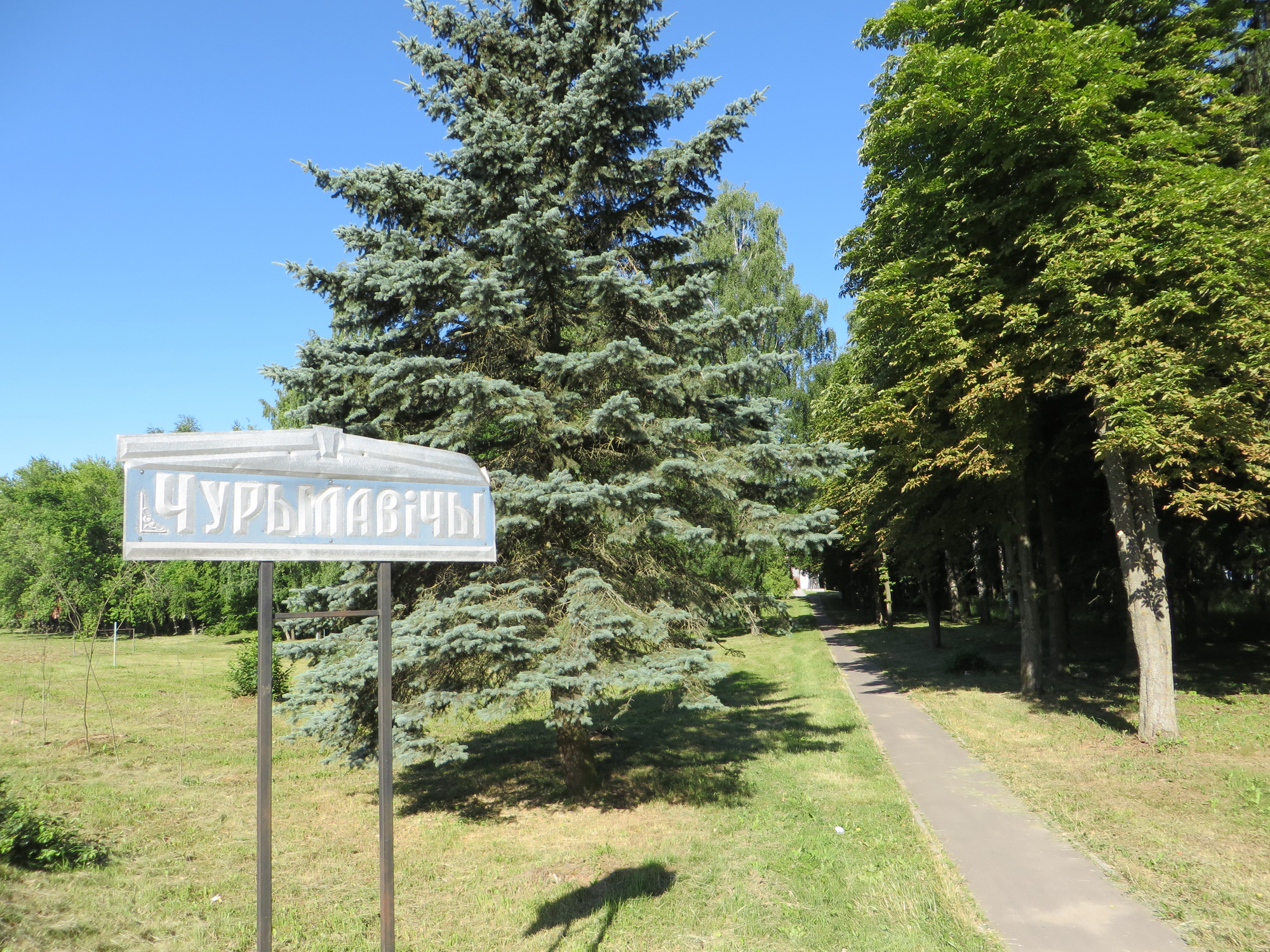
Парк